# マリーア・アントニア・ディ・スパーニャ
マリーア・アントニア・ディ・スパーニャ（Maria Antonia di Spagna, 1729年11月17日 - 1785年9月19日）は、サルデーニャ王ヴィットーリオ・アメデーオ3世の妃。スペイン語名マリア・アントニエッタ・デ・ボルボーン（Infanta María Antonieta de Borbón）。

## 生涯
マリーア・アントニアは、スペイン王フェリペ5世と王妃エリザベッタ・ファルネーゼの末娘として、セビリアで生まれた。
1750年3月31日、トリノ近郊のウルクスで、当時サルデーニャ王子だったヴィットーリオ・アメデーオと結婚。12子をもうけた。1785年にマリーア・アントニアは、トリノ近郊のモンカリエーリ城で死去し、スペルガ聖堂に埋葬された。

## 子女
- カルロ・エマヌエーレ（1751年 - 1819年） - サルデーニャ王。フランス王女クロティルドと結婚
- マリーア・エリザベッタ・カルロッタ（1752年 - 1753年）
- マリーア・ジュゼッピーナ・ルイーザ（1753年 - 1810年） - のちのフランス王ルイ18世と結婚
- アメデーオ・アレッサンドロ（1754年 - 1755年） - モンフェッラート公
- マリーア・テレーザ（1756年 - 1805年） - のちのフランス王シャルル10世と結婚
- マリーア・アンナ（1757年 - 1824年） - 叔父のシャブレー公ベネデットと結婚
- ヴィットーリオ・エマヌエーレ（1759年 - 1824年） - サルデーニャ王。オーストリア＝エステ大公女マリーア・テレーザと結婚
- マリーア・クリスティナ・ジュゼッパ・フェルディナンダ（1760年 - 1768年）
- マウリツィオ・ジュゼッペ・マリア（1762年 - 1799年） - モンフェッラート公
- マリーア・カロリーナ・アントニエッタ・アデライデ（1764年 - 1782年） - ザクセン王アントンと結婚
- カルロ・フェリーチェ（1765年 - 1831年） - サルデーニャ王。両シチリア王女マリーア・クリスティーナと結婚
- ジュゼッペ・ベネデット・マリーア・プラチード（1766年 - 1802年） - モリアナ伯、1796年からアスティ伯

| マリーア・アントニア・ディ・スパーニャ スペイン・ブルボン家 1729年11月17日 - 1785年9月19日 |                                                |                                                 |
| イタリア王室                                                                               |                                                |                                                 |
| 先代 エリザベッタ・テレーザ・ディ・ロレーナ                                                | サルデーニャ王妃 1773年2月20日 – 1785年9月19日 | 次代 クロティルデ・ディ・ボルボーネ＝フランチア |